# Montenol

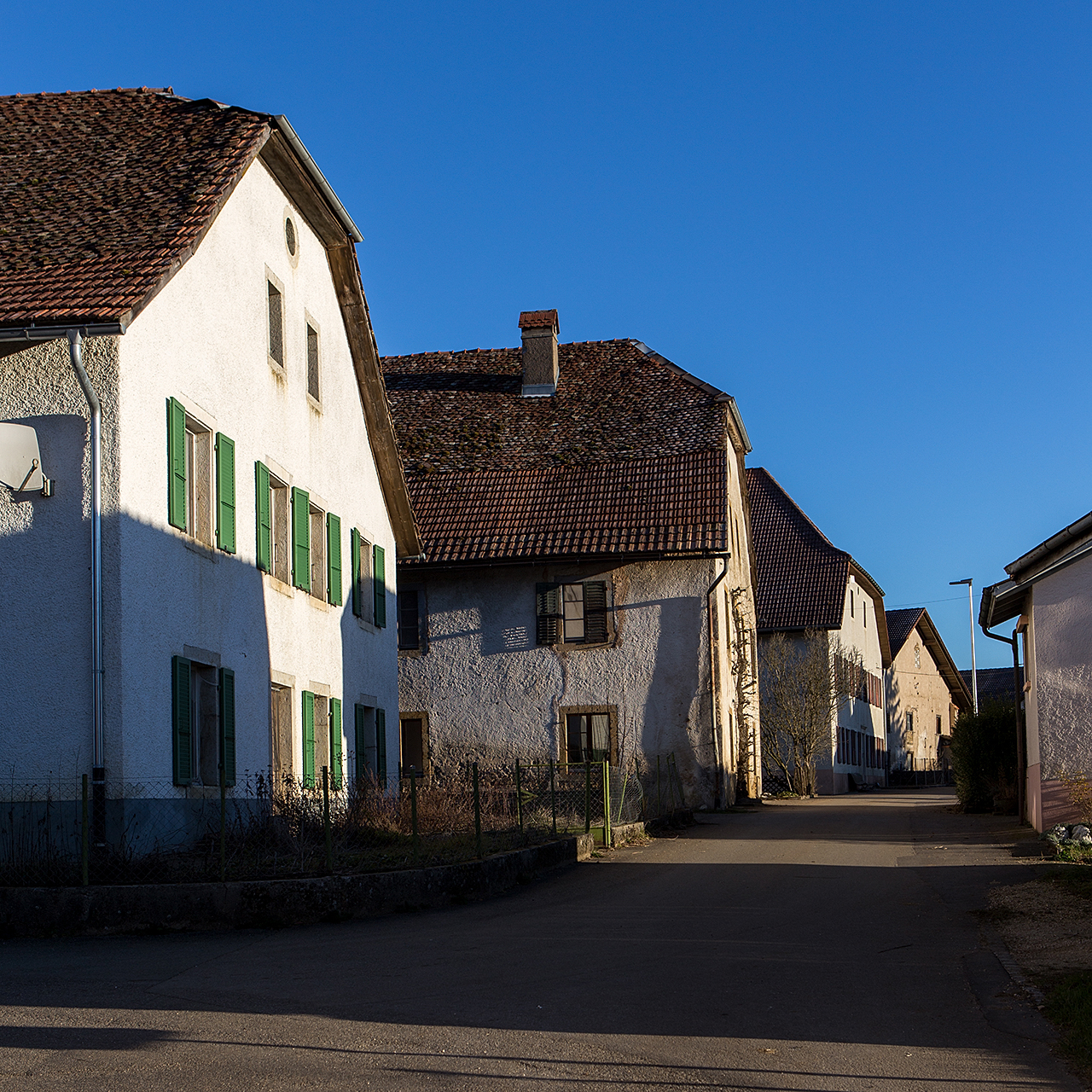
Montenol (JU), après Dorfteil

Montenol est une localité et une ancienne commune suisse du canton du Jura, située dans le district de Porrentruy.
Elle a fusionné le 1er janvier 2009 avec Épauvillers, Épiquerez, Montmelon, Ocourt, Saint-Ursanne et Seleute pour former la commune de Clos du Doubs.
Le peintre et sculpteur Gilbert Constantin (1947-2010), y a résidé jusqu'en 2008.